# Харт Бокнър
Харт Матю Бокнър (на английски: Hart Matthew Bochner) (роден на 3 октомври 1956 г.) е канадски актьор, режисьор, сценарист и продуцент. Участвал е във филми като „Супер момиче“, „Умирай трудно“, „Батман: Маската на Фантома“, „Някъде на запад“ и „Кери“.

## Личен живот
Бокнър е роден в Торонто, Онтарио. Майка му Рут е пианистка, а баща му е актьорът Лойд Бокнър. Семейството е еврейско. Бокнър има брат на име Пол и сестра на име Джоана.